# Rejon rosławski
Rejon rosławski (ros. Рославльский район) – rejon w Rosji, w obwodzie smoleńskim, ze stolicą w Rosławiu. Drugi pod względem powierzchni rejon obwodu.
Rejon otacza Diesnogorsk, będący miastem wydzielonym.

## Historia
Ziemie obecnego rejonu rosławskiego w latach 1508–1514 i 1611–1667 znajdowały się na pogranicznych terenach województwa smoleńskiego, w Rzeczypospolitej Obojga Narodów. Od 1667 w granicach Rosji. W XIX w. w guberni smoleńskiej, w ujezdzie rosławskim.

## Bibliografia

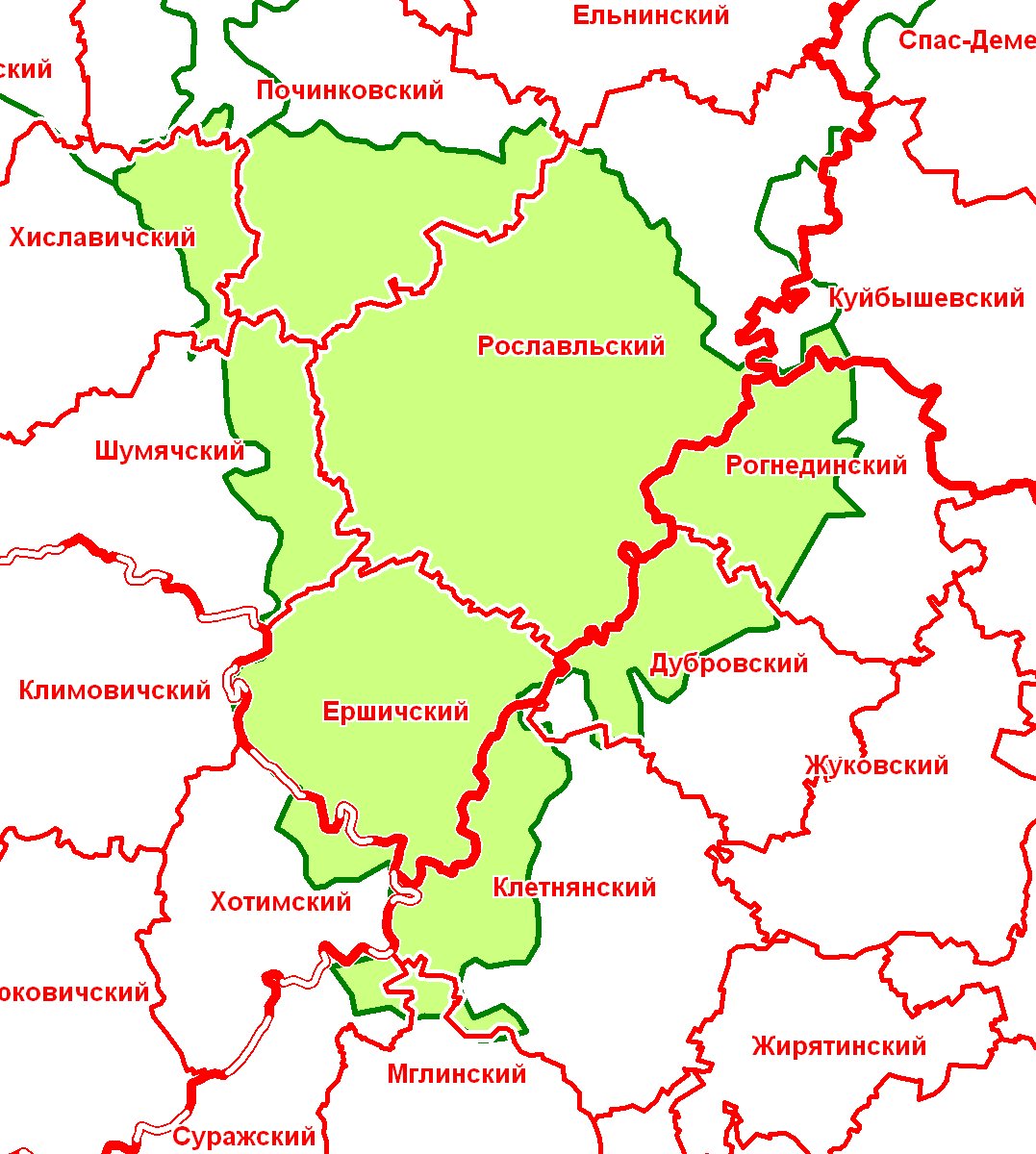
Powiat (ujezd) rosławski na tle granic współczesnych rejonów